# Heinz Sanke
Heinz Friedrich Wilhelm Sanke (* 28. März 1915 in Berlin; † 25. März 1997 ebenda) war ein deutscher Geograph. Der Professor für politische und ökonomische Geographie war von 1965 bis 1967 Rektor der Humboldt-Universität zu Berlin.

## Leben
Heinz Sanke, der Sohn eines Werbekaufmanns, machte 1934 an der Friedrich-Ebert-Oberrealschule Berlin sein Abitur, schloss 1938 die Wirtschaftshochschule Berlin als Diplomkaufmann ab, promovierte dort 1941 mit Die Eigenschaften, Prüfungsmethoden und die Auswahl der technischen Schmier-, Metallbearbeitungs- und Korrosionsschutzmittel mineralischen Ursprungs vom Standpunkt des Industrie-Kaufmanns und diente anschließend bis zum Schluss bei der Wehrmacht. 1945 trat er der KPD bei und leitete in Werneuchen die Berufsschule. 1946–1947 lehrte er an der FDGB-Bundesschule. Ende 1948 bestand er an der Humboldt-Universität die mündliche Lehramtsprüfung im Fach Geographie. Seine oben erwähnte Dissertation wurde als Beleg anerkannt. Heinz Sanke habilitierte 1950 zum Dr. sc. oec. (Wirtschaftswissenschaften) und leitete im selben Jahr als Professor das Institut für Wirtschaftsgeographie an der Humboldt-Universität. Ab 1951 wirkte er als Ordentlicher Professor.
Nach 1967 reformierte Heinz Sanke die Ausbildung von Diplomlehrern im Rahmen der Hochschulreform auf seinem Fachgebiet. In der Deutschen Akademie der Wissenschaften saß er im Vorstand der Sektion Geographie.
Heinz Sanke wurde 1980 emeritiert. Er starb im Alter von 82 Jahren und fand seine letzte Ruhe auf dem Zentralfriedhof Friedrichsfelde in Berlin.

## Ehrungen
- 1951 Deutsche Friedensmedaille
- 1959 Alexander-von-Humboldt-Medaille
- 1959 Vaterländischer Verdienstorden in Bronze (1966 in Silber, 1975 in Gold)[4]
- 1964 Hermann-Haack-Medaille der Geographischen Gesellschaft der DDR
- 1975 Ehrenmitglied der Geographischen Gesellschaft der DDR
- 1975:  Karl-Heinz Wirzberger: Ergebnisse aus Forschungen zur Problematik der Stadt-Umland-Beziehungen, Siedlungs-, Verkehrs- sowie Bevölkerungsgeographie und ihren Methoden. Prof. Dr. sc. Heinz Sanke zum 60. Geburtstag gewidmet[5]
- 3. September 1980 anlässlich der V. Hochschulkonferenz der DDR: Verdienter Hochschullehrer der Deutschen Demokratischen Republik
- 1983 Nationalpreis der DDR II. Klasse für Wissenschaft und Technik für seine wissenschaftlichen Leistungen bei der Ausarbeitung und Gestaltung des „Atlas der Deutschen Demokratischen Republik“

## Werke (Auswahl)
- Die Erdölwirtschaft des Imperialismus in ihren geographischen Grundlagen. 107 Seiten. Volk und Wissen, Berlin 1951
- Die Lüge vom Lebensraum. Volk und Wissen, Berlin 1955
- Alexander von Humboldts gesellschaftlich-geographische Auffassung. Volk und Wissen, Berlin 1959
- Gesellschaftlich-geographische Anschauungen der großen Geographen Berlins und seiner Universität. In: Forschen und Wirken. Festschrift zur 150-Jahr-Feier der Humboldt-Universität zu Berlin. 1810-1960, Band 1, Berlin 1960, S. 319–338.
- Entwicklung und gegenwärtige Probleme der politischen und ökonomischen Geographie in der Deutschen Demokratischen Republik. 33 Seiten. Sitzungsberichte der Deutschen Akademie der Wissenschaften zu Berlin, Klasse für Philosophie, Geschichte, Staats-, Rechts- und Wirtschaftswissenschaften. 1962, Nr. 4
- Unterricht als Aufgabenfolge. Wissenschaftliche Schriftenreihe der Humboldt-Universität zu Berlin, 1965
- Technische Revolution und Berufsbildung.  Wissenschaftliche Schriftenreihe der Humboldt-Universität zu Berlin, 1967
- Entwicklungsprobleme der geographischen Wissenschaften. 31 Seiten. Sitzungsberichte der Deutschen Akademie der Wissenschaften zu Berlin. Klasse für Philosophie, Geschichte, Staats-, Rechts- und Wirtschaftswissenschaften. 1968, Nr. 9
- Zur bisherigen, gegenwärtigen und zukünftigen Entwicklung der regional- und auslandsgeographischen Forschung und Lehre am Beispiel der Sektion Geographie der Humboldt-Universität. Fachbereich Geographie der Humboldt-Universität, Berlin 1980, Serie: Berliner geographische Arbeiten

Herausgeber
- Politische und ökonomische Geographie. 574 Seiten. Institut für Politische und Ökonomische Geographie der Humboldt-Universität zu Berlin. Deutscher Verlag der Wissenschaften, Berlin 1956
- Der deutsche Faschismus in Lateinamerika. 1933–1943. 204 Seiten. Humboldt-Universität, Berlin 1966
- Deutschland, Sowjetunion. Aus fünf Jahrzehnten kultureller Zusammenarbeit. 543 Seiten. Humboldt-Universität, Berlin 1966